# Pseudechinosoma nodosum
Pseudechinosoma nodosum é uma espécie de insetos coleópteros polífagos pertencente à família Curculionidae.
A autoridade científica da espécie é Hustache, tendo sido descrita no ano de 1936.
Trata-se de uma espécie presente no território português.